# عربية قيليقية
العربية القيليقية، أو العربية القيليقية الأنطاكية، أو العربية التجوكورافية، أو التجوكوروفانية هي لهجة شامية يتحدث بها في تركيا في المنطقة الجغرافية الثقافية لقيليقيا، المنطقة الساحلية لشرق البحر الأبيض المتوسط التركي من هاتاي إلى مرسين وأضنة.

## المتحدثون بها
ينتمي المتحدثون باللغة العربية القيليقية في تركيا إلى أربع مجموعات دينية مختلفة: المسلمون السنة، والعلويون، والمسيحيون (ومنهم الأرثوذكس اليونانيون والكاثوليك)، واليهود. من الصعب معرفة عدد المتحدثين، بسبب الضغوط على لغات الأقليات، تستخدم الأجيال الأصغر سنًا من المجتمعات الناطقة بالعربية اللغة التركية بازدياد لغةً أولى (لغة أم). في عام 1971، كان 36٪ من السكان في هاتاي يتحدثون العربية. في عام 1996، قدر غرايمز عدد المتحدثين باللغة العربية الشمالية الشامية في تركيا بنحو 500 ألف نسَمة.
في عام 2011، وفقًا لـ Procházka، كان هناك 70 ألف متحدث باللغة العربية في تشوكوروفا في محافظتي أضنة ومرسين، وكان الأشخاص الذين تقل أعمارهم عن 30 عامًا قد تحولوا تمامًا إلى اللغة التركية. في عام 2011، قدر فيرنر عدد المتحدثين باللغة العربية الأنطاكية في هاتاي بنحو 200 ألف نسَمة. ووَفقًا لـ Ethnologue، فإن اللغة "مهدَّدة" في تركيا، اللغة العربية في تشوكوروفا معرَّضة لخطر الانقراض في غضون بضعة عقود.